# Фурухасі Кьоґо
Фурухасі Кьоґо (яп. 古橋 亨梧; нар. 20 січня 1995) — японський футболіст, нападник шотландського «Селтіка» і збірної Японії.

## Клубна кар'єра
Протягом 2017–2018 років грав за команду «Ґіфу». З 2018 року захищає кольори «Віссел Кобе».

## Кар'єра в збірній
Дебютував 2019 року в офіційних матчах у складі національної збірної Японії.
| Дата       | Місто   | Господарі         | Результат | Гості          | Турнір            | Голи | Примітки |
| ---------- | ------- | ----------------- | --------- | -------------- | ----------------- | ---- | -------- |
| 19-11-2019 | Суйта   | Японія            | 1 – 4     | Венесуела      | товариський матч  | -    | 46'      |
| 25-3-2021  | Нашвілл | Японія            | 3 – 0     | Південна Корея | товариський матч  | -    | 74'      |
| 30-3-2021  | Тіба    | Монголія          | 0 – 14    | Японія         | Відбір до ЧС 2022 | 2    | 71'      |
| 7-6-2021   | Суйта   | Японія            | 4 – 1     | Таджикистан    | Відбір до ЧС 2022 | 1    | 63'      |
| 11-6-2021  | Кобе    | Японія            | 1 – 0     | Сербія         | товариський матч  | -    | 46'      |
| 15-6-2021  | Суйта   | Японія            | 5 – 1     | Киргизстан     | Відбір до ЧС 2022 | -    | 62'      |
| 2-9-2021   | Суйта   | Японія            | 0 – 1     | Оман           | Відбір до ЧС 2022 | -    | 46'      |
| 7-9-2021   | Доха    | КНР               | 0 – 1     | Японія         | Відбір до ЧС 2022 | -    | 50'      |
| 7-10-2021  | Джидда  | Саудівська Аравія | 1 – 0     | Японія         | Відбір до ЧС 2022 | -    | 59'      |
| 12-10-2021 | Сайтама | Японія            | 2 – 1     | Австралія      | Відбір до ЧС 2022 | -    | 61'      |
| 11-11-2021 | Ханой   | В'єтнам           | 0 – 1     | Японія         | Відбір до ЧС 2022 | -    | 75'      |
| 16-11-2021 | Маскат  | Оман              | 0 – 1     | Японія         | Відбір до ЧС 2022 | -    | 62'      |
| 2-6-2022   | Саппоро | Японія            | 4 – 1     | Парагвай       | товариський матч  | -    | 82'      |
| 6-6-2022   | Токіо   | Японія            | 0 – 1     | Бразилія       | товариський матч  | -    | 67'      |
| 14-6-2022  | Суйта   | Японія            | 0 – 3     | Туніс          | товариський матч  | -    | 60'      |
| Усього     |         | Матчів            | 15        |                | Голів             | 3    |          |

## Титули і досягнення

### Клубні
- Володар Кубка Імператора (1):

«Віссел Кобе»: 2019
- Володар Суперкубка Японії (1):

«Віссел Кобе»: 2020
- Володар Кубка шотландської ліги (3):

«Селтік»: 2021–22, 2022–23, 2024–25
- Чемпіон Шотландії (3):

«Селтік»: 2021–22, 2022–23, 2023–24
- Володар Кубка Шотландії (2):

«Селтік»: 2022–23, 2023–24

### Особисті
- Найкращий бомбардир чемпіонату Шотландії (1):

«Селтік»: 2022-23